# Oberea kandyana
Oberea kandyana là một loài bọ cánh cứng trong họ Cerambycidae.